# أديلسون (لاعب كرة قدم مواليد 1987)
أديلسون هو لاعب كرة قدم برازيلي في مركز الوسط، ولد في 25 يناير 1987 في أوبيرابا في البرازيل. لعب مع أتلتيكو مينيرو ونادي سي آر بي ونادي ميكا.

## وصلات خارجية
- أديلسون (لاعب كرة قدم مواليد 1987) على موقع قاعدة بيانات كرة القدم.إي يو (الإنجليزية)
- أديلسون (لاعب كرة قدم مواليد 1987) على موقع Soccerway.com (الإنجليزية)